# Larry Bucshon
Larry Dean Bucshon (Taylorville, 31 maggio 1962) è un politico e cardiochirurgo statunitense, membro della Camera dei Rappresentanti per lo stato dell'Indiana dal 2011 al 2025.

## Biografia
Nato in Illinois, Bucshon era figlio di un minatore democratico e di un'infermiera. Dopo aver studiato all'Università dell'Illinois, Bucshon divenne medico e si specializzò in cardiochirurgia.
Dopo aver esercitato questa professione per molti anni, Bucshon decise di entrare in politica e si schierò con il Partito Repubblicano. Nel 2010 si candidò per un seggio alla Camera dei Rappresentanti, fino ad allora occupato dal democratico Brad Ellsworth, candidatosi quell'anno al Senato. Bucshon riuscì ad essere eletto come successore di Ellsworth e fu riconfermato anche nelle successive elezioni.
Bucshon si configura come un repubblicano conservatore. Sposato con Kathryn, anche lei medico, Bucshon ha quattro figli.